# Rudd (Iowa)
Rudd es una ciudad ubicada en el condado de Floyd en el estado estadounidense de Iowa. En el Censo de 2010 tenía una población de 369 habitantes y una densidad poblacional de 163,76 personas por km².

## Geografía
Rudd se encuentra ubicada en las coordenadas 43°7′39″N 92°54′17″O / 43.12750, -92.90472. Según la Oficina del Censo de los Estados Unidos, Rudd tiene una superficie total de 2.25 km², de la cual 2.25 km² corresponden a tierra firme y (0%) 0 km² es agua.

## Demografía
Según el censo de 2010, había 369 personas residiendo en Rudd. La densidad de población era de 163,76 hab./km². De los 369 habitantes, Rudd estaba compuesto por el 95.93% blancos, el 0% eran afroamericanos, el 0.54% eran amerindios, el 0% eran asiáticos, el 0% eran isleños del Pacífico, el 0.81% eran de otras razas y el 2.71% pertenecían a dos o más razas. Del total de la población el 4.88% eran hispanos o latinos de cualquier raza.